# 이웅재
이웅재(2003년 7월 3일)는 대한민국의 배우이다.

## 드라마
- 2022년 MBC 일당백집사 - 김창완 역
- 2023년 넷플릭스 스위트홈
- 2025년 TVING 스터디그룹 - 유준민 역
- 2025년 TVING 친애하는 X
- 2025년 넷플릭스 다 이루어질지니

## 영화
- 2022년 능게
- 2025년 꿈을 꾸었다 말해요